# Анива
Анива (рус. Анива) град је у Русији у Сахалинској области. Према попису становништва из 2010. у граду је живело 9115 становника.

## Становништво
| 1959. | 1970. | 1979. | 1989. | 2002. | 2010. |
| ----- | ----- | ----- | ----- | ----- | ----- |
| 5.545 | 5.859 | 6.826 | 8.905 | 8.084 | 9.115 |